# Espaço Filmes
Espaço Filmes é uma distribuidora de filmes fundada no Brasil na década de 1980. Até 1998, chamava-se Filmes do Estação, e posteriormente, Mais Filmes, quando iniciou uma associação com Leon Cakoff. O selo Espaço Filmes foi reativado em 2011, com Patricia Durães. Dentre os filmes clássicos que a Espaço Filmes lançou nos cinemas do Brasil, está Vertigo (Um Corpo que Cai). Em 2014 relançou filmes clássicos nos circuitos de cinemas de São Paulo.
A distribuidora também comercializou filmes em associação com a Vitrine Filmes, Gullane Distribuidora e a VideoFilmes.